# Arcidiocesi di Messina-Lipari-Santa Lucia del Mela

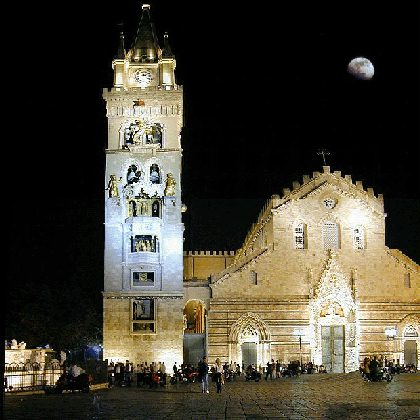
La facciata ed il campanile del Duomo di sera.

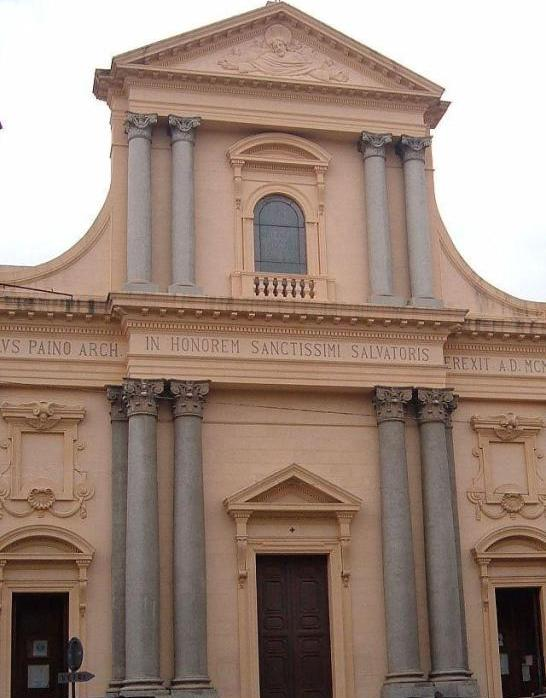
La concattedrale del Santissimo Salvatore a Messina.

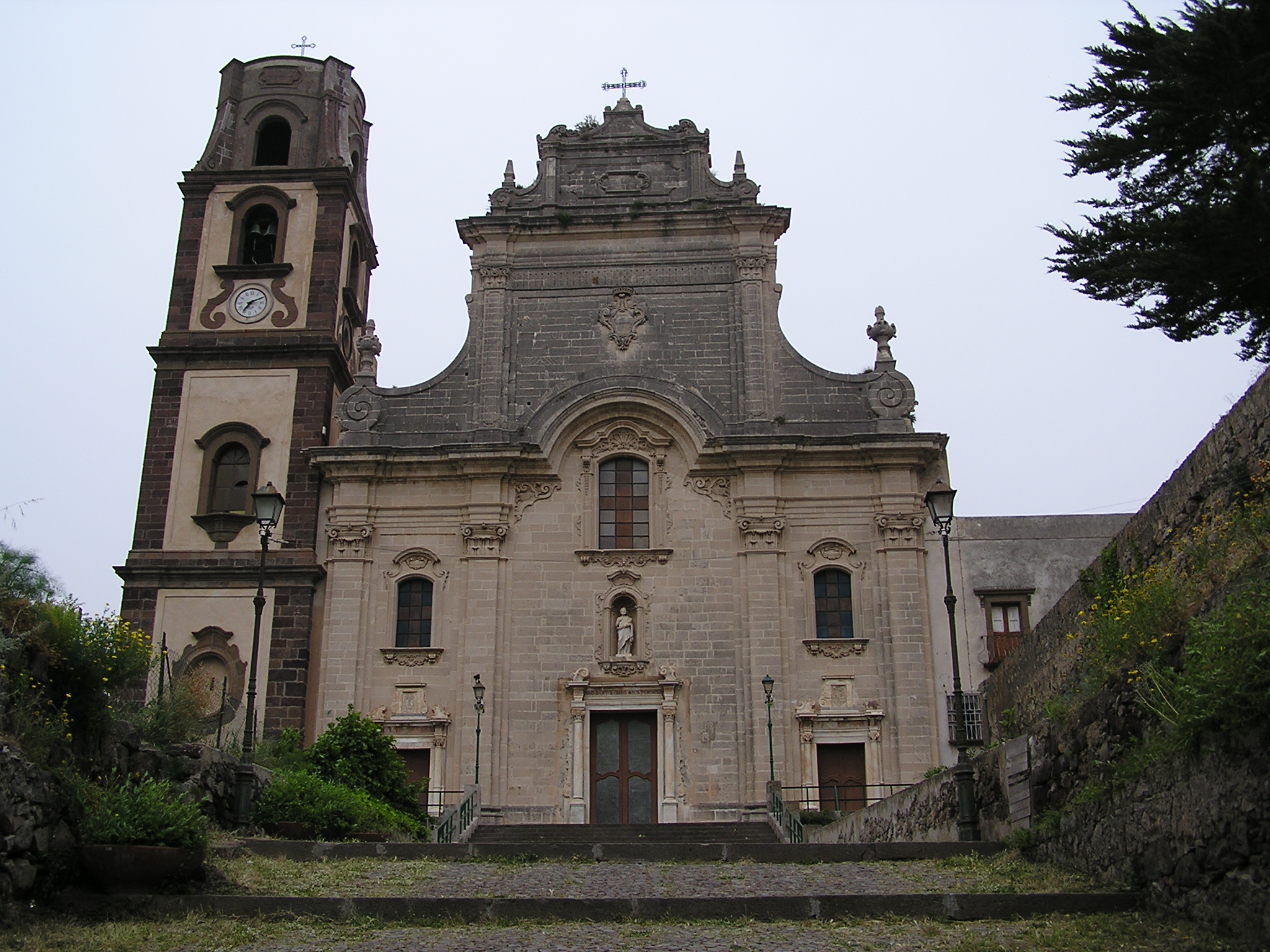
La concattedrale di San Bartolomeo a Lipari.

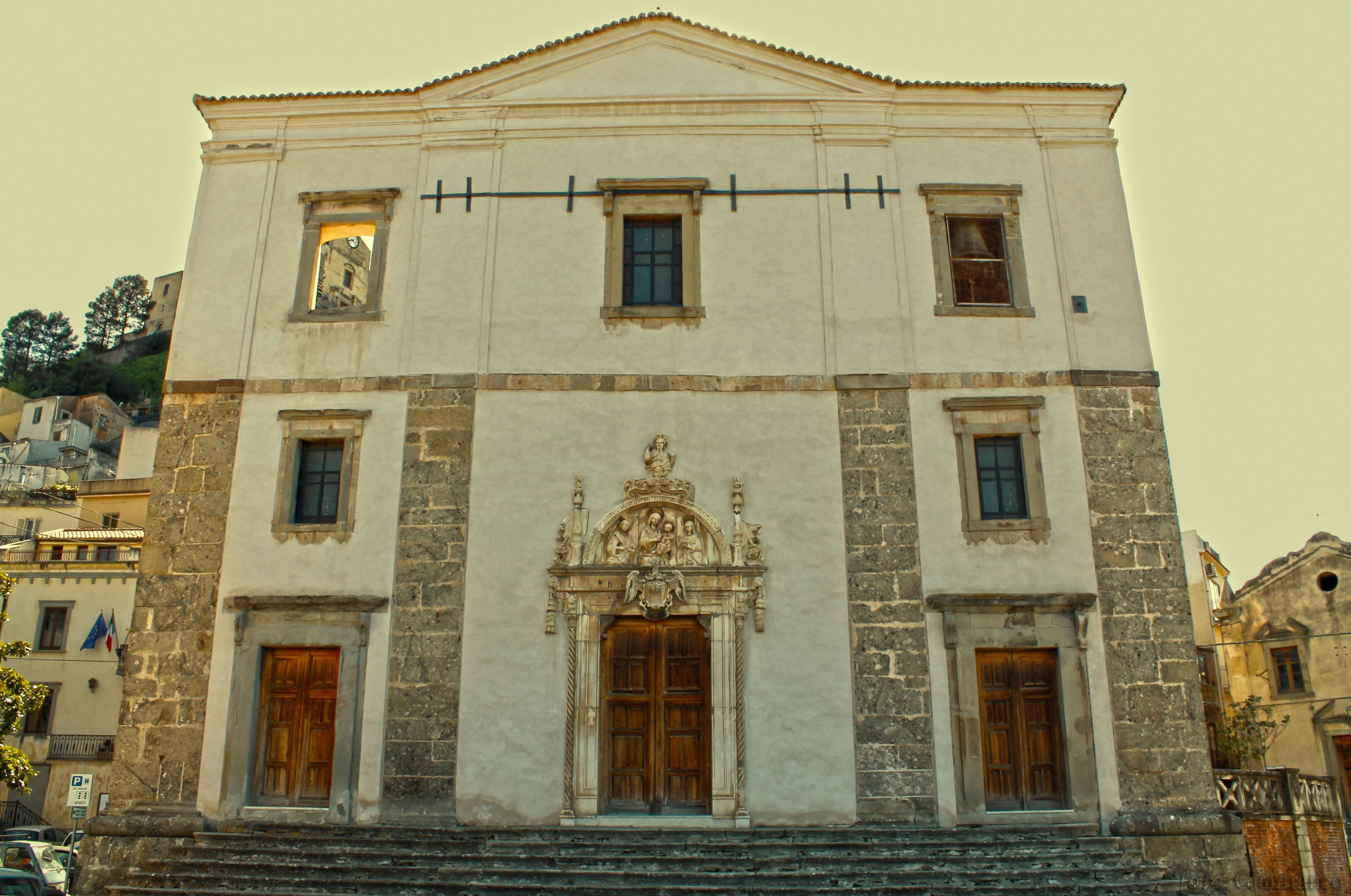
La concattedrale di Santa Maria Assunta a Santa Lucia del Mela.

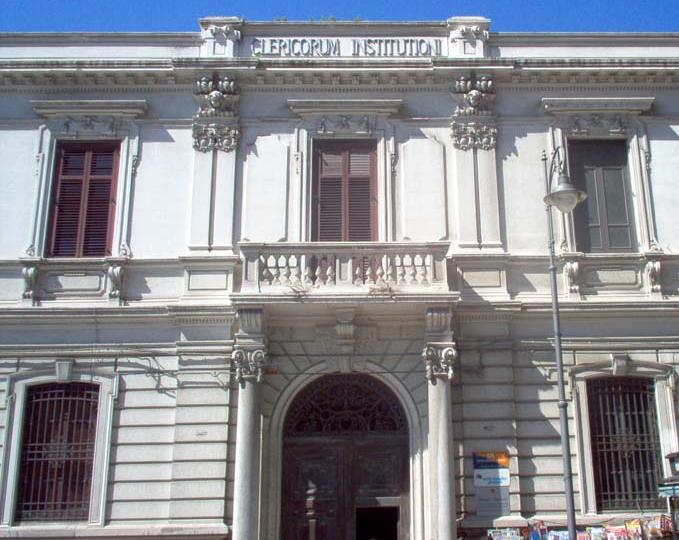
Facciata del palazzo arcivescovile.

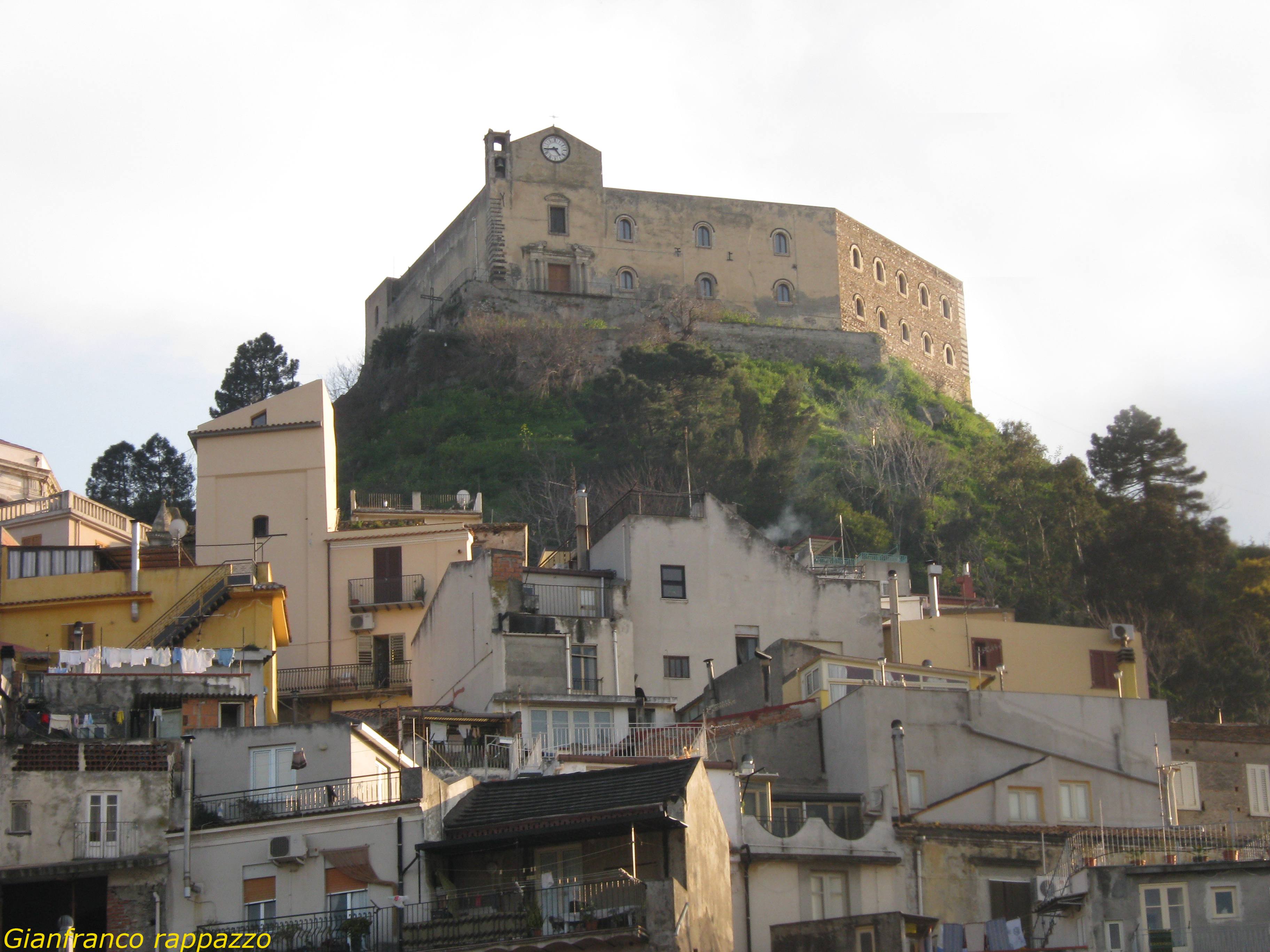
Il Castello di Santa Lucia del Mela, dove si trova il santuario della Madonna della Neve, ha ospitato anche il seminario della prelatura di Santa Lucia, adibito oggi a casa di spiritualità dell'arcidiocesi.

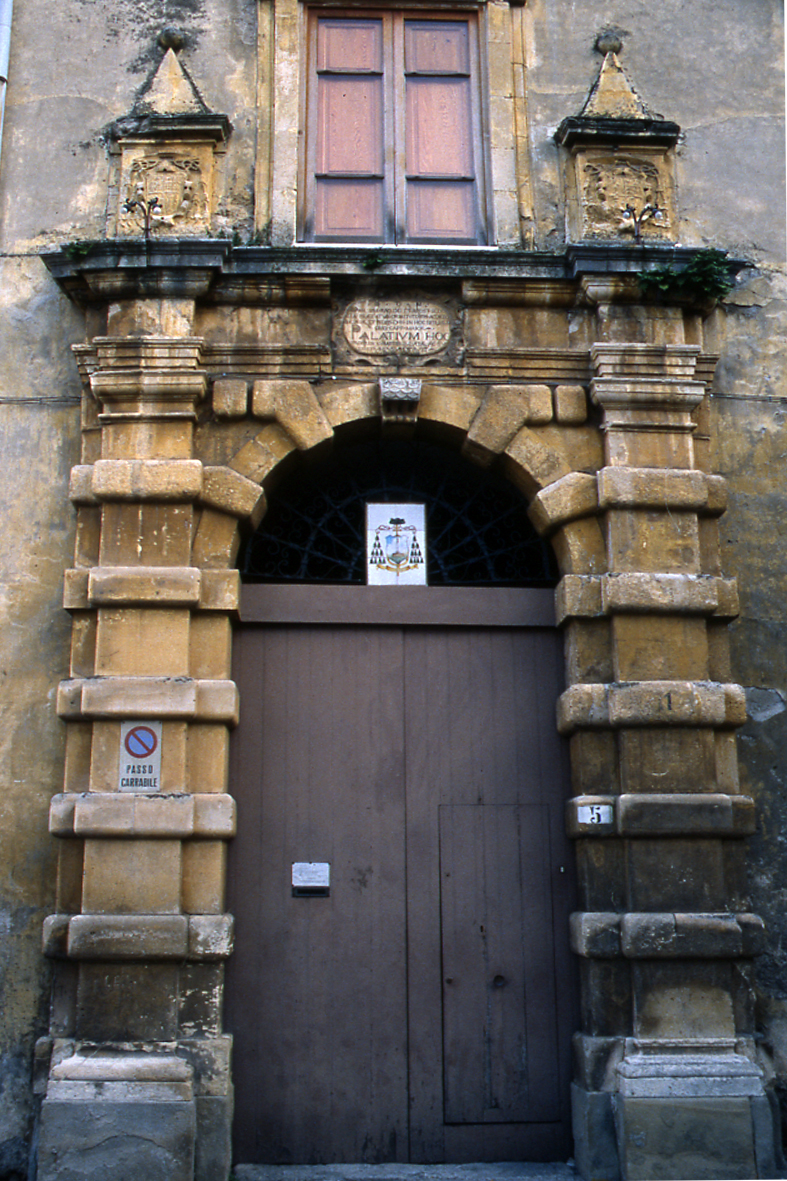
Il portale d'entrata del palazzo vescovile di Santa Lucia, fatto costruire dal prelato Simone Rao Grimaldi (1613), e che ospita oggi il Museo diocesano della Prelatura.

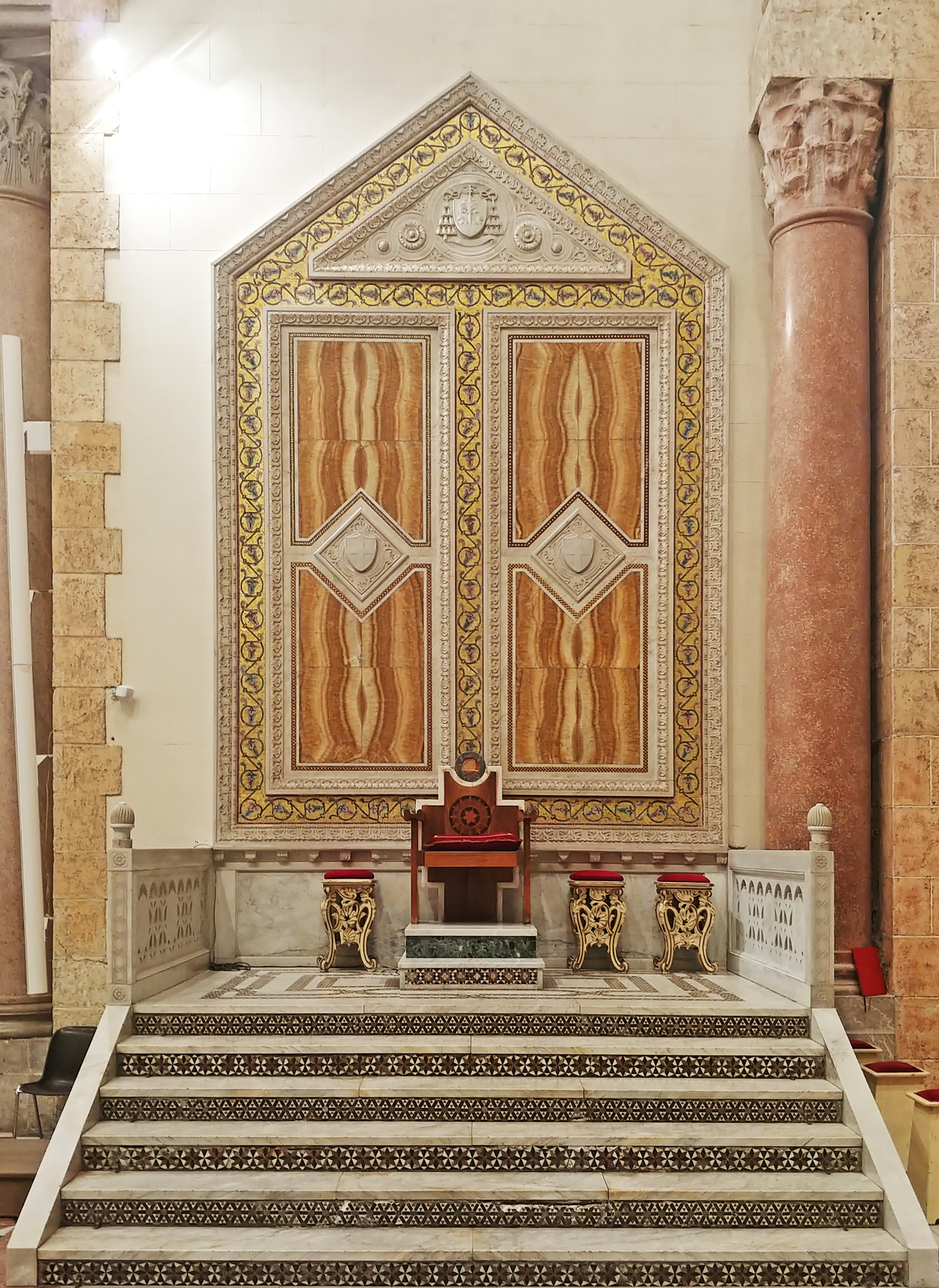
La cattedra episcopale.

L'arcidiocesi di Messina-Lipari-Santa Lucia del Mela (in latino Archidioecesis Messanensis-Liparensis-Sanctae Luciae) è una sede metropolitana della Chiesa cattolica in Italia appartenente alla regione ecclesiastica Sicilia. Nel 2023 contava 481.140 battezzati su 483.120 abitanti. È retta dall'arcivescovo Giovanni Accolla.
All'arcidiocesi è unito il titolo archimandritale del Santissimo Salvatore (Sanctissimi Salvatoris Messanae).

## Territorio
L'arcidiocesi comprende la parte orientale della città metropolitana di Messina, per un totale di 66 comuni; di questi, Messina, Alì, Alì Terme, Antillo, Barcellona Pozzo di Gotto, Basicò, Casalvecchio Siculo, Castelmola, Castroreale, Condrò, Falcone Fiumedinisi, Fondachelli-Fantina, Forza d'Agrò, Francavilla di Sicilia, Furci Siculo, Furnari, Gaggi, Gallodoro, Giardini-Naxos, Graniti, Itala, Letojanni, Limina, Malvagna, Mandanici, Mazzarrà Sant'Andrea, Merì, Milazzo, Mojo Alcantara, Monforte San Giorgio, Mongiuffi Melia, Montalbano Elicona, Motta Camastra, Nizza di Sicilia, Novara di Sicilia, Pagliara, Roccafiorita, Roccalumera, Roccavaldina, Roccella Valdemone, Rodì Milici, Rometta, San Pier Niceto, Sant'Alessio Siculo, Santa Domenica Vittoria, Santa Teresa di Riva, Saponara, Savoca, Scaletta Zanclea, Spadafora, Taormina, Terme Vigliatore, Torregrotta, Tripi, Valdina, Venetico e Villafranca Tirrena facevano parte dell'arcidiocesi di Messina; Lipari, Leni, Malfa e Santa Marina Salina della diocesi di Lipari; Gualtieri Sicaminò, Pace del Mela, San Filippo del Mela e Santa Lucia del Mela della prelatura di Santa Lucia del Mela.

### Suddivisione del territorio
Il territorio si estende su 1.521 km² ed è suddiviso in 247 parrocchie, raggruppate in 10 vicariati.
- Vicariato di Messina Centro - Nord
- Vicariato di Messina Sud - Galati
- Vicariato di Messina Faro
- Vicariato di Santa Teresa di Riva - Roccalumera
- Vicariato di Taormina - Val d'Alcantara
- Vicariato di Spadafora
- Vicariato di Milazzo - Santa Lucia del Mela
- Vicariato di Barcellona Pozzo di Gotto
- Vicariato di Montalbano Elicona - Novara di Sicilia
- Vicariato delle Isole Eolie

Dal 1997 la parrocchia messinese di Santa Maria del Grafeo è una prelatura "ad personam" con proprio clero di rito italo-bizantino nell'ambito dell'arcidiocesi.

### Cattedrale e concattedrali
Sede arcivescovile è la città di Messina, dove si trova la basilica cattedrale protometropolitana di Santa Maria Assunta.
Nel territorio diocesano sorgono anche tre concattedrali:
- a Lipari, la chiesa concattedrale di San Bartolomeo
- a Santa Lucia del Mela, la chiesa concattedrale di Santa Maria Assunta
- a Messina, la concattedrale archimandritale del Santissimo Salvatore.

### Basiliche minori e santuari
L'arcidiocesi comprende inoltre alcune basiliche minori:
- la basilica di San Nicola di Bari a Taormina
- la basilica di Maria Santissima Assunta in Cielo a Montalbano Elicona
- la basilica di San Cristoforo a Canneto di Lipari
- la basilica di San Giovanni Paolo II a Barcellona Pozzo di Gotto
- la basilica di San Sebastiano a Barcellona Pozzo di Gotto
- la basilica del Sacro Cuore di Gesù e di Sant'Antonio a Messina.

Molti infine sono i santuari presenti in arcidiocesi:
- a Messina: la basilica cattedrale, Santa Maria del Carmine, Santa Maria Consolata, Madonna di Lourdes, Madonna di Montalto, Sacro Cuore di Gesù e Sant'Antonio, Santa Maria di Pompei, Madonna di Dinnammare;
- a Fiumedinisi: Maria Santissima Annunziata
- a Milazzo: San Francesco di Paola
- a Mongiuffi Melia: Santa Maria della Catena, Madonna della Libera
- a Barcellona Pozzo di Gotto: Madonna del Carmine, Sant'Antonio di Padova
- a Valdichiesa (Leni): Maria Santissima del Terzito
- a Quattropani (Lipari): Maria Santissima della Catena
- a Montalbano Elicona: Madonna della Provvidenza
- a Roccafiorita: Madonna dell'Aiuto
- a Santa Lucia del Mela: Madonna della Neve
- a Santa Teresa di Riva: Santa Maria del Carmelo
- a Calvaruso: Ecce Homo

### Provincia ecclesiastica
La provincia ecclesiastica dell'arcidiocesi di Messina-Lipari-Santa Lucia del Mela comprende due sole suffraganee:
- diocesi di Nicosia, eretta il 17 marzo 1817;
- diocesi di Patti, eretta nel 1157.

## Storia
L'attuale arcidiocesi è frutto dell'accorpamento di quattro antiche circoscrizioni ecclesiastiche.

### Diocesi di Lipari
L'isola di Lipari fu abitata, fin dal IV secolo, da monaci ed eremiti. La tradizione tramanda come protovescovo sant'Agatone, presente nell'isola nel 264, che avrebbe accolto le spoglie dell'apostolo Bartolomeo, miracolosamente approdate in un'urna sulle coste dell'isola. La Chiesa liparese è documentata per la prima volta in un'epigrafe della seconda metà del V secolo, dedicata a una giovane cristiana di nome Proba e dove si fa esplicito riferimento alla "santa e cattolica chiesa di Lipari"; un'altra iscrizione testimonierebbe invece una presenza cristiana significativa già sul finire del IV secolo.
I vescovi eoliani del primo millennio sono noti grazie ai sinodi e concili dell'epoca e all'epistolario di papa Gregorio Magno. Il primo vescovo storicamente documentato è Augusto, presente a due sinodi romani del 501 e del 502 indetti da papa Simmaco. Inoltre, un sigillo episcopale ha restituito il nome del vescovo Leonzio, vissuto fra IX e X secolo. Come tutte le diocesi siciliane, anche Lipari fece parte del patriarcato di Roma fino all'VIII secolo, quando fu sottomessa al patriarcato di Costantinopoli e resa suffraganea di Siracusa, come documentato dalle Notitiae Episcopatuum del patriarcato.
In seguito l'arcipelago delle Eolie fu occupato dagli arabi. La vita cristiana riprese nell'XI secolo, quando il conte normanno Ruggero, dopo aver conquistato le isole, fondò a Lipari, tra il 1072 ed il 1081, un'abbazia benedettina intitolata a san Bartolomeo apostolo, assegnandole come dote le isole Eolie (1088); la fondazione fu approvata da papa Urbano II con bolla del 3 giugno 1091. Lo stesso Ruggero aveva fondato a Patti un'altra abbazia, quella del Santissimo Salvatore (1094), che fu unita con quella di Lipari e governata da un solo abate, Ambrogio, con due distinti priori.
Il 14 settembre 1131 l'antipapa Anacleto II, con l'appoggio di Ruggero II, eresse in vescovato le due abbazie, nominando come vescovo l'abate Giovanni. Questi atti furono tuttavia abrogati da papa Innocenzo II nel 1139, nel corso del secondo concilio lateranense, ed il vescovo Giovanni fu deposto.
Nel 1157 papa Eugenio III eresse la diocesi di Patti e Lipari, unite aeque principaliter, e nominò il primo vescovo, Gilberto. Papa Alessandro III nel 1166 assoggettò le due diocesi alla sede metropolitana di Messina.
Nel 1206 il territorio di Santa Lucia del Mela fu staccato dalle dipendenze della diocesi di Lipari e reso autonomo dalla giurisdizione dei suoi vescovi.
Nel XIV secolo Lipari e Patti entrarono a far parte di due entità politiche diverse, il regno di Napoli e il regno di Sicilia, cosa che portò inevitabilmente alla separazione delle due diocesi. Infatti, l'unione rimase fino al 18 aprile 1399, quando papa Bonifacio IX, con il breve Dudum ex certis, separò le due diocesi e trasferì il vescovo Francesco Gattolo alla sede di Lipari, e nominò Francesco Hermemir per la sede di Patti. Con un'altra bolla, lo stesso papa dovette determinare i possedimenti di ciascuno, sui quali i due prelati avevano trovato modo di litigare.
Il 29 novembre 1627 la Chiesa di Lipari fu esentata dalla metropolia di Messina e divenne immediatamente soggetta alla Santa Sede con il breve Romanus Pontifex di papa Urbano VIII. Questa decisione portò a un'annosa controversia con l'arcivescovo di Messina, che si vedeva leso nei suoi diritti metropolitici, che fu risolta solo al tempo di papa Benedetto XIII. Sempre a questo pontefice si deve la soluzione della cosiddetta controversia liparitana, che vide lo scontro tra regalisti e difensori dei diritti del papa; questa «vicenda ebbe gravissime conseguenze nella intera Sicilia e causò anche l'esilio di alcuni vescovi siciliani. Tra questi vi fu il vescovo di Lipari, Nicola Maria Tedeschi (1710-1722)», che fu costretto a dare le dimissioni.
Nel 1844, in occasione del riordino delle diocesi siciliane, Lipari vide finire la sua indipendenza ecclesiastica e fu nuovamente sottoposta alla provincia ecclesiastica di Messina.
All'inizio del Novecento, in forza della donazione di Ruggero del 1088, il vescovo Angelo Paino fece causa al comune di Lipari per ottenere l'esclusiva proprietà dei terreni pomiciferi dell'isola. Il lungo conflitto che ne scaturì e le minacce di morte rivolte al prelato, costrinsero Paino ad abbandonare le isole e a governare la diocesi da Messina; alla fine la cassazione respinse il ricorso del prelato liparese.
Al momento della piena unione con Messina, Santa Lucia del Mela e l'archimandritato del Santissimo Salvatore, la diocesi di Lipari comprendeva 26 parrocchie nei comuni di Leni (3), Lipari (18), Malfa (3) e Santa Marina Salina (2).

### Prelatura di Santa Lucia del Mela
Nel 1206 fu eretta la parrocchia di Santa Lucia in plana Milacii, per interessamento dello stesso imperatore Federico II, che aveva fatto del sito un suo luogo di villeggiatura e vi aveva eretto una cappella regia; il territorio fu staccato dalla diocesi di Lipari e Patti e concesso dal sovrano al Cappellano Maggiore del Regno di Sicilia, istituzione sorta nel 1132.
Poiché i vescovi di Lipari e Patti rivendicavano i loro diritti sul territorio parrocchiale, nel 1228 prima e poi definitivamente nel 1248 il sovrano confermò l'indipendenza ecclesiastica di Santa Lucia, in virtù delle prerogative proprie che gli derivavano dal privilegio che papa Urbano II aveva concesso nel 1098 al conte Ruggero e noto come Apostolica legazia.
Nel XV secolo il re Martino confermò e stabilì che i prelati di Santa Lucia fossero sottomessi alla Cappella Regia e dunque esenti dalla giurisdizione vescovile. Nel 1464 al prelato Angelo Staiti, il viceré di Sicilia confermò che la sua giurisdizione sulla "Terra di Santa Lucia della piana di Milazzo" aveva carattere episcopale, che comportava dunque il governo in spiritualibus et temporalibus sul clero del territorio, senza tuttavia l'obbligo della residenza e della consacrazione a vescovo. Queste prerogative davano diritto al titolare di Santa Lucia di sedere nel parlamento di Sicilia.
Con le riforme introdotte dal concilio di Trento, ai prelati fu fatto obbligo di risiedere a Santa Lucia per occuparsi della cura animarum stabilita dal concilio. Secondo Pirri Simone Rao Grimaldi (1602-1616) fu il primo parochus et prelatus ordinarius a stabilirsi a Santa Lucia; diede avvio alla costruzione del palazzo episcopale e alla ricostruzione dell'antica chiesa prelatizia che era stata voluta dal conte Ruggero nel 1094, lavori che furono portati a termine dal successore, il beato Antonio Franco (1616-1626). A Franco si deve anche la convocazione del primo sinodo nel 1618; il secondo sinodo fu celebrato dal vescovo Simone Impellizzeri nel 1679, che si adoperò inoltre per la fondazione del seminario, ospitato nei locali del castello di Santa Lucia del Mela, e l'istituzione del capitolo dei canonici.
Tra Seicento e Settecento una lunga controversia sul possesso e la giurisdizione su alcuni casali contrappose i prelati di Santa Lucia agli arcivescovi di Messina, risolta a metà Settecento a favore dei primi grazie all'intervento del regio visitatore De Ciocchis. In questa occasione furono anche stabiliti i confini della prelatura, che comprendeva un piccolo territorio composto dagli odierni comuni di Santa Lucia del Mela, San Filippo del Mela, Pace del Mela, Gualtieri Sicaminò e rispettivamente le frazioni di San Giovanni, Archi, Cattafi, Corriolo, Olivarella, Giammoro, Soccorso.
Tra Settecento e Ottocento la sede fu occupata da due tra i più illustri prelati che Santa Lucia abbia mai avuto: Carlo Santacolomba (1780-1801), simpatizzante del giansenismo e fondatore della prima scuola elementare pubblica femminile; e Alfonso Airoldi (1803-1817), favorevole alle idee regaliste e gallicane, e grande mecenate.
A partire dall'Ottocento i prelati persero il titolo di "cappellani maggiori del Regno" quando il clero palatino siciliano passò alle dipendenze del Cappellano maggiore del Regno di Napoli divenuto Regno delle Due Sicilie. Tuttavia, con papa Pio IX Santa Lucia ed il suo territorio furono definitivamente configurati come prelatura nullius immediatamente soggetta alla Santa Sede.
Con l'unità d'Italia, la sede di Santa Lucia ebbe molto a soffrire. Infatti dopo il trasferimento di Gaetano Blandini a Girgenti, la prelatura rimase a lungo senza pastori per la mancata concessione dell'exequatur da parte del governo italiano ai vescovi nominati dalla santa Sede, Gerbino, Fiorenza e Di Giovanni; nel 1901 fu nominato un amministratore apostolico, Francesco Certo, che, pur consacrato vescovo, continuò a fare il parroco del suo paese natale per tutto il resto della sua vita. La prelatura fu di fatto retta da vicari capitolari, fino alla nomina di Salvatore Ballo Guercio nel 1920.
Al momento della piena unione con Messina e Lipari e l'archimandritato del Santissimo Salvatore, la prelatura di Santa Lucia del Mela comprendeva 8 parrocchie:
- 1 nel comune di Gualtieri Sicaminò: San Nicola di Bari e Santa Maria Assunta;
- 2 nel comune di Pace del Mela: Santa Maria della Visitazione, Santa Maria del Rosario in Giammoro;
- 2 nel comune di San Filippo del Mela: Santi Filippo e Giacomo e Santa Maria Addolorata, Santa Maria della Catena e Immacolata in Olivarella;
- 3 nel comune di Santa Lucia del Mela: Sacro Cuore, Santa Maria Annunziata, Santa Maria Assunta.

### Archimandritato del Santissimo Salvatore
Nell'XI secolo fu fondato dal gran conte Ruggero d'Altavilla, il monastero del Santissimo Salvatore "in lingua phari", nei pressi della falce del porto di Messina, conosciuta anche come penisola di San Raineri, e venne affidato a monaci basiliani di rito bizantino. Suo figlio il re Ruggero II lo elevò a monastero archimandritale (o archimandritato, cioè a capo di altri monasteri) nel maggio del 1131. Nell'ottobre dello stesso anno Ugone arcivescovo di Messina donò all'archimandrita del Santissimo Salvatore 35 tra chiese e monasteri con le loro possessioni.
La giurisdizione dell'archimandritato del Santissimo Salvatore, nel corso dei secoli, si ampliò estendendosi sino a 62 monasteri in Sicilia e in Calabria. L'archimandritato fu eretto in diocesi da papa Urbano VIII con il breve del 23 marzo 1635. In seguito non mancarono divergenze con l'arcidiocesi di Messina sorte per le difficoltà nell'individuare e delimitare il territorio proprio dell'archimandritato.
Con la morte dell'archimandrita cardinale Emmanuele De Gregorio avvenuta il 6 novembre 1839 iniziava un lunghissimo periodo di sede vacante. Le successive leggi sulla soppressione delle corporazioni religiose provocarono la chiusura dei monasteri basiliani e il loro incameramento da parte dello Stato. L'archimandritato si ridusse così a poche parrocchie e papa Leone XIII con breve del 31 agosto 1883 unirà l'archimandritato del Santissimo Salvatore aeque principaliter all'arcidiocesi di Messina.
Al momento della piena unione con Messina, Lipari e Santa Lucia del Mela, l'archimandritato comprendeva 27 parrocchie sparse nel territorio della provincia di Messina.

### Arcidiocesi di Messina
Secondo la tradizione, la diocesi sarebbe stata eretta da san Paolo che ordinò il primo vescovo, san Bacchilo. Tuttavia, si hanno notizie storicamente documentabili solo dal V secolo: il primo vescovo noto è Eucarpo I presente al sinodo romano del 502. Dalle lettere dei papi Pelagio I e Gregorio Magno si conoscono i nomi di altri vescovi: Eucarpo II, Felice e Dono. Altri vescovi messinesi sono presenti ai concili ecumenici celebrati in Oriente: Benedetto, Gaudioso e Gregorio.
Come tutte le diocesi siciliane, anche Messina fece parte del patriarcato di Roma fino all'VIII secolo, quando fu sottomessa al patriarcato di Costantinopoli e resa suffraganea di Siracusa, come documentato dalle Notitiae Episcopatuum del patriarcato. Con la conquista araba della Sicilia, non si hanno più notizie delle comunità cristiane dell'isola e della loro organizzazione ecclesiastica. Sopravvissero solo alcuni monasteri greci nell'impervia Val Demone.
A partire dal 1061 i Normanni iniziano la riconquista della Sicilia proprio a partire da Messina. Il conte Ruggero I, dopo aver occupato la roccaforte di Troina la scelse come capitale del suo regno e vi istituì una diocesi (1082), nominando come vescovo Roberto, il quale trasferirà la sede a Messina (1096), dopo che la città venne strappata definitivamente agli arabi. I suoi successori mantennero il doppio titolo di Messina e Troina fino all'epoca della regina Costanza d'Altavilla.
Gli iniziali buoni rapporti fra i sovrani normanni e la Santa Sede si guastarono quando Ruggero II riconobbe l'antipapa Anacleto II (1130), che eresse Messina a sede metropolitana con la bolla Piae postulatio voluntatis. Tuttavia queste iniziative di Anacleto II furono annullate alla fine dello scisma da papa Eugenio III, che con la bolla Cum universis ecclesiis del 1159 ribadì il privilegium libertatis concesso all'epoca di Ruggero I, ossia l'esenzione di Messina da ogni altra giurisdizione ecclesiastica e la sua sottomissione diretta alla Santa Sede. Tuttavia, nel 1166 papa Alessandro III, dopo aver visitato Messina l'anno precedente, eresse la sede a metropolia in forza della bolla Licet omnes discipuli con le suffraganee di Cefalù e di Patti e Lipari.
Il 22 settembre 1197 fu consacrata all'arcivescovo Bernardo la cattedrale alla presenza dell'imperatore Enrico VI di Svevia.
A causa della guerra dei Vespri siciliani la sede messinese rimase vacante per un ventennio circa. Infatti il vescovo Francesco Fontana, eletto a Napoli dal capitolo della cattedrale in esilio, rinunciò poco dopo alla sede, che rimase senza pastore fino alla nomina di Guidotto d'Abbiate nel 1304.
Nel corso del Trecento e del Quattrocento non furono rari i casi di scontro tra il capitolo della cattedrale e la Santa Sede, che in più occasioni si rifiutò di approvare le nomine degli arcivescovi, lasciando così per diversi anni la sede vacante.
Gli arcivescovi Giovanni Retana e Antonio Lombardo costruirono ed inaugurarono il Seminario Arcivescovile. Tra il 1621 ed il 1725 furono celebrati cinque sinodi diocesani, che seguirono a quelli celebrati nel 1392 e nel 1588.
Nel corso del Settecento l'arcidiocesi dovette molto soffrire dapprima per la peste del 1743, che causò la morte di 30.000 persone tra cui anche l'arcivescovo Tommaso Vidal; e poi per il terremoto del 1783, che causò ingenti danni e danneggiò gravemente la cattedrale.
Nella prima metà dell'Ottocento Messina cedette porzioni di territorio a vantaggio dell'erezione della diocesi di Nicosia (17 marzo 1817) e della diocesi di Acireale (27 giugno 1844); inoltre nel 1822 ventiquattro centri abitati furono ceduti alla diocesi di Patti. Nello stesso periodo anche la provincia ecclesiastica messinese fu modificata con l'acquisizione della diocesi di Nicosia (1817) e della diocesi di Lipari (1844), e la cessione della diocesi di Cefalù all'arcidiocesi di Palermo. Inoltre, nel 1883 papa Leone XIII unì aeque principaliter l'archimandritato del Santissimo Salvatore, da cinquant'anni vacante, all'arcidiocesi di Messina.
Dal 1861 per la morte di mons. Francesco di Paola Villadecani l'arcidiocesi fu sede vacante, anche per i tentativi del governo liberale di intervenire nella nomina dei vescovi, che era soggetta all'exequatur e alla pretesa di subentrare nel regio patronato ai precedenti monarchi, ossia di godere del diritto di presentazione dei vescovi. Nel 1865 il governo propose in colloqui informali di promuovere alla sede di Messina Luigi Natoli, vescovo di Caltagirone. La designazione piacque alla Santa Sede, ma fu ritardata, perché inserita in complesse trattative per le nomine delle altre sette diocesi siciliane che erano rimaste vacanti.
Nell'ultimo quarto del XIX secolo l'arcivescovo Giuseppe Guarino curò l'applicazione dei decreti del Concilio di Trento in chiave pastorale, fornendo ai sacerdoti una profonda preparazione culturale e spirituale negli studi del seminario. Era questa una risposta al generale processo di laicizzazione della cultura e di secolarizzazione della società, che cercava di superare una religiosità basata in larga parte sugli aspetti cultuali e promuoveva esempi di applicazione concreta della dottrina nella vita sociale, tanto da parte dei sacerdoti quanto da parte dei laici, chiamati a un impegno sociale.
Nel primo Novecento l'arcidiocesi e la città di Messina vissero due momenti altamente drammatici: il terremoto del 1908, che distrusse il 90% degli edifici (tra cui la cattedrale e la maggior parte delle chiese e delle case religiose) e fece 80.000 morti; il bombardamento alleato del giugno 1943, che provocò nuovamente la distruzione della cattedrale, che bruciò per tre giorni consecutivi.

### Le sedi unite
Il 20 dicembre 1976 Ignazio Cannavò, coadiutore dell'arcivescovo di Messina, fu nominato prelato di Santa Lucia. Il 3 giugno successivo divenne arcivescovo di Messina con il titolo di archimandrita del Santissimo Salvatore. Infine, il 10 dicembre 1977 venne nominato anche vescovo di Lipari. Da questo momento le tre sedi furono unite in persona episcopi, governate cioè da un unico vescovo.
Il 30 settembre 1986, con il decreto Instantibus votis della Congregazione per i vescovi, le sedi di Messina e di Lipari e la prelatura di Santa Lucia del Mela sono state unite con la formula plena unione e la circoscrizione ecclesiastica ha assunto il nome attuale. Inoltre è stato stabilito che all'arcivescovo pro tempore spetti anche il titolo di archimandrita del Santissimo Salvatore.
A Ignazio Cannavò, ritiratosi per raggiunti limiti di età nel 1997, è seguito Giovanni Marra fino al 18 novembre 2006 quando si ritira anche egli per raggiunti limiti di età. Lo stesso giorno è nominato arcivescovo Calogero La Piana, salesiano, che si dimette il 24 settembre 2015 per motivi di salute. Dopo poco più di un anno di amministrazione apostolica, inizialmente del vescovo Antonino Raspanti e poi dell'arcivescovo Benigno Luigi Papa, O.F.M.Cap., il 20 ottobre 2016 viene nominato arcivescovo metropolita e archimandrita Giovanni Accolla, del clero dell'arcidiocesi di Siracusa.

## Cronotassi dei vescovi
Si omettono i periodi di sede vacante non superiori ai 2 anni o non storicamente accertati.

### Sede di Messina
- San Bacchilo ? † (I secolo)[23][24]

Sant'Eleuterio †
Capitone †
Alessandro †
Giovanni †
Giustiniano †
- Eucarpo I † (menzionato nel 502)[29]

Peregrino †
- Eucarpo II † (prima del 558 - dopo il 560)
- Felice † (prima del 591 - dopo il 593)
- Dono † (prima del 595 - dopo il 603)

Felice †
Guglielmo †
- Teodoro † (VII secolo)[32]
- Peregrino ? † (menzionato nel 649)[33]
- Benedetto † (prima del 679 - dopo il 680)[34]
- Paolo † (VIII secolo)[32]
- Gaudioso † (menzionato nel 787)
- Gregorio † (menzionato nell'869)[35]

Ippolito †
- Sede soppressa (X-XI secolo)

- Roberto I † (1082 - 1109 deceduto)
- Goffredo I † (menzionato nel 1113)
- Guglielmo † (circa 1122 - circa 1126 deceduto)
- Ugone † (1127 - circa 1139 deceduto)
- Goffredo II † (menzionato nel 1140)
- Roberto II † (menzionato nel 1142)
- Gerardo † (luglio 1144 - ?)
- Arnaldo † (aprile 1147 - ?)
- Roberto III † (prima del 1151 - dopo il 1157)
- Nicolò I † (prima del 1166 - prima del 1182 deceduto)
- Richard Palmer † (circa gennaio 1183[37] - 7 agosto 1195 deceduto)[38]
- Bernardo † (prima di aprile 1196 - dopo settembre 1226)[38][39]
- Landone di Anagni † (aprile 1232 - circa 1248 deceduto)[38]
  - Sede vacante (1249-1255)[38]
- Giovanni Colonna, O.P. † (agosto/ottobre 1255 - 11 ottobre 1263 deceduto)[38]
  - Tommaso D'Agni Lentini, O.P. † (1263 - 1266 dimesso) (amministratore apostolico)
- Bartolomeo Pignatelli † (25 marzo o 30 settembre 1266[40] - 13 giugno 1270 deceduto)[38]
  - Sede vacante (1270-1274)[38]
- Reginaldo Lentini, O.P. † (5 dicembre 1274 - dopo il 31 maggio 1287 deceduto)[38]
- Francesco Fontana † (23 aprile 1288 - 23 agosto 1296 nominato arcivescovo di Milano)[41]
  - Sede vacante (1296-1304)
- Guidotto de Abbiate † (10 gennaio 1304 - 1333 deceduto)
  - Sede vacante (1333-1342)[42]
- Raimando de Pezzolis † (20 novembre 1342 - 1348 deceduto)
- Giordano Curti, O.F.M. † (31 maggio 1348 - 1348 o 1349 deceduto)
- Pietro Porta, O.Cist. † (20 marzo 1349 - ? deceduto)
- Guglielmo Monstrio † (23 dicembre 1355 - 1363 nominato arcivescovo di Monreale)
- Dionisio da Murcia, O.E.S.A. † (20 marzo 1363 - dopo il 18 luglio 1380 deceduto)
  - Sede vacante (1380-1387)
- Maffiolo Lampugnani † (10 luglio 1387 - 1º marzo 1392 nominato vescovo di Cracovia)
- Filippo Crispo, O.E.S.A. † (9 marzo 1392 - 1º dicembre 1402 deceduto)
- Pietro Budano † (3 gennaio 1403 - dopo il 24 dicembre 1406)
- Tommaso Crisafi, O.F.M. † (1408 - luglio 1426 deceduto)
- Bartolomeo Gattola † (14 ottobre 1426 - 1446 deceduto)
- Antonio Cerdá y Lloscos, O.SS.T. † (8 gennaio 1448 - 28 marzo 1449 nominato vescovo di Lérida)
- Giacomo Porcio † (21 aprile 1449 - ottobre 1450 deceduto)
- Giacomo Tedesco, O.Cist. † (4 novembre 1450 - 14 marzo 1473 deceduto)
  - Giuliano della Rovere † (1473 - maggio 1474) (amministratore apostolico)
- Giacomo da Santa Lucia, O.F.M. † (23 maggio 1474 - 7 luglio 1480 nominato arcivescovo titolare di Filippi e vescovo di Patti[43])
- Pietro de Luna † (7 luglio 1480 - 28 agosto 1492 deceduto)
- Martino Ponz † (27 marzo 1493 - 1500 deceduto)
- Martino Garcia † (4 dicembre 1500 - 1502 deceduto)
- Pietro Bellorado, O.S.B. † (16 marzo 1502 - 1509 o 1510 deceduto)
  - Pietro Isvalies † (1510 - 22 settembre 1511 deceduto) (amministratore apostolico)
- Bernardino da Bologna † (23 gennaio 1512 - 1513 deceduto)
- Antonio La Lignamine (o La Legname) † (24 aprile 1514 - 13 novembre 1537 deceduto)
  - Innocenzo Cibo † (14 giugno 1538 - 14 aprile 1550 deceduto) (amministratore apostolico)
- Giovanni Andrea Mercurio † (30 maggio 1550 - 2 febbraio 1561 deceduto)
- Gaspar Cervantes de Gaete † (19 novembre 1561 - 1º marzo 1564 nominato arcivescovo di Salerno)
- Antonio Cancellaro † (28 aprile 1564 - 12 novembre 1568 deceduto)
- Giovanni Retana † (22 giugno 1569 - 15 maggio 1582 deceduto)
  - Sede vacante (1582-1585)
- Antonio Lombardo † (23 gennaio 1585 - 13 settembre 1597 deceduto)
- Francisco Velardo de la Cuenca † (1º febbraio 1599 - 8 luglio 1604 deceduto)
- Bonaventura Secusio, O.F.M. † (17 agosto 1605 - 10 giugno 1609 nominato vescovo di Catania)
- Pedro Ruiz de Valdevexo † (31 agosto 1609 - 2 ottobre 1617 nominato arcivescovo, titolo personale, di Orense)
- Andrea Mastrillo † (16 maggio 1618 - 5 maggio 1624 deceduto)
  - Giovanni Domenico Spinola † (1625 - 1626) (amministratore apostolico)
- Biago Proto de Rubeis † (20 luglio 1626 - 7 aprile 1646 deceduto)
- Simone Carafa, C.R. † (16 settembre 1647 - 22 marzo 1676 deceduto)
- Giuseppe Cicala, C.R. † (9 maggio 1678 - 28 settembre 1685 deceduto)
- Francisco Álvarez de Quiñones † (27 maggio 1686 - 15 settembre 1698 nominato arcivescovo, titolo personale, di Sigüenza)
- Giuseppe Migliaccio † (24 novembre 1698 - 25 marzo 1729 deceduto)
- Tommaso Vidal y de Nin, O.Cist. † (11 settembre 1730 - giugno 1743 deceduto)
- Tommaso Moncada, O.P. † (23 settembre 1743 - 10 ottobre 1762 deceduto)
- Gabriele Maria Di Blasi e Gambacorta, O.S.B. † (9 luglio 1764 -  1º febbraio 1767 deceduto)
- Giovanni Maria Spinelli, C.R. † (10 luglio 1767 - marzo 1770 deceduto)
- Scipione Ardoino Alcontres, C.R. † (17 giugno 1771 - 5 maggio 1778 deceduto)
- Niccolò Ciafaglione † (20 marzo 1780 - prima del 3 novembre 1789 deceduto)
- Francesco Paolo Perremuto, O.S.B. † (29 marzo 1790 - 11 marzo 1791 deceduto)
- Gaetano Maria Garrasi, O.S.A. † (18 giugno 1792 - 16 febbraio 1817 deceduto)
- Antonio Maria Trigona † (28 luglio 1817 - 22 novembre 1819 dimesso[44])
  - Sede vacante (1819-1823)
- Francesco di Paola Villadecani † (17 novembre 1823 - 13 giugno 1861 deceduto)
  - Sede vacante (1861-1867)
- Luigi Natoli † (22 febbraio 1867 - 25 febbraio 1875 deceduto)
- Giuseppe Guarino † (5 luglio 1875 - 22 settembre 1897 deceduto)
- Letterio D'Arrigo Ramondini † (24 marzo 1898 - 18 dicembre 1922 deceduto)
- Angelo Paino † (10 febbraio 1923 - 7 marzo 1963 dimesso[45])
- Francesco Fasola, O.SS.G.C.N. † (25 giugno 1963 - 3 giugno 1977 ritirato)
- Ignazio Cannavò † (3 giugno 1977 succeduto - 30 settembre 1986 nominato arcivescovo di Messina-Lipari-Santa Lucia del Mela)

### Sede di Lipari
- Sant'Agatone I † (III secolo)
- Augusto † (prima del 501 - dopo il 502)
- Agatone II † (prima del 592 deposto)[46]
  - Paolino † (menzionato nel 592) (amministratore)[47]
- Anonimo † (menzionato nel 597)
- Pellegrino † (menzionato nel 649)
- Anonimo † (menzionato nel 700 circa)
- Basilio † (menzionato nel 787)[48]
- Samuele † (menzionato nell'879)[49]
- Leonzio † (IX-X secolo)[50]
  - Sede soppressa (circa X-XII secolo)
  - Giovanni I, O.S.B. † (1131 - 1139 deposto) (antivescovo)
- Gilberto † (1157 - dopo il 1166)
- Stefano, O.S.B. † (prima del 1179 - dopo il 1201)[51]
- Anselmo, O.S.B. † (prima di marzo 1207 - dopo il 1216)
- P., O.S.B. † (1219) (vescovo eletto)[52]
- Giacomo † (prima di ottobre 1221 - 25 settembre 1225 nominato arcivescovo di Capua)[53]
- Pagano † (prima del 22 settembre 1229 - ?)[54]
- Gregorio Mustazio di Messina † (circa 1232/1233) (vescovo eletto)
- Pandolfo I † (prima di febbraio 1235 - dopo il 1244)[55]
- Filippo † (prima di maggio 1247 - circa aprile-maggio 1255 deceduto)
  - Matteo Aldigerio † (28 agosto 1255 - 4 novembre 1256) (amministratore apostolico intruso)
  - Leone de Pando † (menzionato nel 1260) (amministratore apostolico intruso)
  - Bonconte di Pendenza † (3 settembre 1261 - 16 settembre 1265 dimesso) (vescovo intruso)
- Bartolomeo Varelli di Lentini, O.P. † (5 gennaio 1254[56] - dopo il 27 settembre 1283 deceduto)[57]
  - Matteo (Aldigerio ?) † (menzionato nel 1284) (amministratore apostolico)
- Pandolfo II † (25 febbraio 1286 - dopo il 1296 deceduto)
- Giovanni II † (31 gennaio 1304 - 1324 deceduto)
- Pietro I, O.P. † (prima del 1325 - ?)
  - Francesco di Pietro † (1342 - ?) (vescovo eletto)[58]
- Vincenzo, O.F.M. † (27 novembre 1342 - 1346 deceduto)
- Pietro II, O.F.M. † (15 febbraio 1346 - 21 gennaio 1354 deceduto)
- San Pietro Tommaso, O.Carm. † (16 novembre 1354 - 10 maggio 1359 nominato vescovo di Corone)
- Giovanni Graffeo, O.F.M. † (17 luglio 1360 - ? deceduto)
- Ubertino da Corleone, O.F.M. † (28 novembre 1373 - 1386 deposto)
- Francesco, O.P. † (30 maggio 1386 - 18 marzo 1388 nominato vescovo di Mazara del Vallo)
- Ubertino da Corleone, O.F.M. † (16 maggio 1390 - 18 agosto 1397 nominato vescovo di Gaeta) (per la seconda volta)[59]
- Francesco Gattolo † (18 dicembre 1397 - 1400 deceduto)[60]
- Antonio † (11 giugno 1400 - circa 1403 deceduto)
- Tommaso † (circa 1403 - 1419 nominato vescovo dei Marsi)
- Antonio de Conte † (31 luglio 1419 - 31 luglio 1432 deceduto)
- Bartolomeo de Salvo † (17 ottobre 1432 - dopo aprile 1457)
- Francesco de Stylo, O.P. † (19 giugno 1461 - dopo il 1479 dimesso)
- Giacomo Carduini † (9 ottobre 1489 - 1506 deceduto)
- Luigi de Amato † (19 settembre 1506 - 26 gennaio 1515 nominato vescovo di San Marco Argentano)
- Antonio Zeno † (26 gennaio 1515 - ? deceduto)
- Pietro † (menzionato nel 1530)
- Gregorio Magalotti † (23 agosto 1532 - 20 agosto 1534 nominato vescovo di Chiusi)
- Baldo Farrattini † (20 agosto 1534 - circa 1553 dimesso)[61]
- Annibale Spadafora † (? deceduto)
- Filippo Lancia † (13 aprile 1554 - 1564 deceduto)
- Antonio Giustiniani, O.P. † (12 maggio 1564 - 1571 deceduto)
- Pietro Cancellieri † (3 ottobre 1571 - 1580 deceduto)
- Paolo Bellardito † (17 ottobre 1580 - 1585 dimesso)
- Martín Acuña, O.Carm. † (11 dicembre 1585 - circa 1593 deceduto)
- Juan Pedro González de Mendoza, O.E.S.A. † (31 maggio 1593 - 1599 dimesso)
- Alfonso Vidal, O.F.M. † (23 novembre 1599 - 17 novembre 1618 deceduto)
- Alberto Caccano, O.P. † (2 aprile 1619 - 9 agosto 1627 deceduto)
- Giuseppe Candido † (29 novembre 1627 - 9 dicembre 1644 deceduto)
- Agostino Candido † (12 giugno 1645 - agosto 1650 deceduto)
- Benedetto Geraci † (19 dicembre 1650 - 18 agosto 1660 deceduto)
- Adamo Gentile † (15 novembre 1660 - novembre 1662 deceduto)
- Francesco Arata † (13 agosto 1663 - 25 maggio 1690 deceduto)
- Gaetano de Castillo † (8 gennaio 1691 - 22 marzo 1694 deceduto)
- Gerolamo Ventimiglia, C.R. † (19 luglio 1694 - 17 dicembre 1709 deceduto)
- Nicola Maria Tedeschi, O.S.B. † (10 marzo 1710 - 28 febbraio 1722 dimesso[62])
- Pietro Vincenzo Platamone, O.P. † (23 marzo 1722 - 13 febbraio 1733 deceduto)
- Bernardo Maria Beamonte, O.C.D. † (11 maggio 1733 - 24 luglio 1742 deceduto)
- Francesco Maria Miceli † (11 marzo 1743 - 2 gennaio 1753 deceduto)
- Vincenzo Maria de Francisco e Galletti, O.P. † (9 aprile 1753 - 19 luglio 1769 deceduto)
- Bonaventura Prestandrea, O.F.M.Conv. † (20 novembre 1769 - 12 dicembre 1777 deceduto)
- Giuseppe Coppula † (14 dicembre 1778 - 16 febbraio 1789 deceduto)
  - Sede vacante (1789-1802)
- Domenico Spoto † (9 agosto 1802 - 28 maggio 1804 nominato vescovo di Cefalù)
- Antonino Reggio † (29 ottobre 1804 - 14 dicembre 1806 deceduto)
- Silvestro Todaro, O.F.M.Conv. † (18 settembre 1807 - 22 luglio 1816 nominato vescovo di Patti)
- Carlo Maria Lenzi, Sch.P. † (25 maggio 1818 - 5 aprile 1825 deceduto)
- Pietro Tasca † (13 marzo 1826 - 17 settembre 1827 nominato vescovo di Cefalù)
  - Sede vacante (1827-1831)
- Giovanni Portelli † (30 settembre 1831 - 28 gennaio 1838 deceduto)
- Giovanni Maria Visconte Proto, O.S.B. † (18 febbraio 1839 - 17 giugno 1844 nominato vescovo di Cefalù)
- Bonaventura Atanasio, C.SS.R. † (22 luglio 1844 - ottobre 1857 dimesso)
- Ludovico Ideo, O.P. † (25 giugno 1858 - 4 dicembre 1880 deceduto)
- Mariano Palermo † (13 maggio 1881 - 14 marzo 1887 nominato vescovo di Piazza Armerina)
  - Sede vacante (1887-1890)
- Giovanni Pietro Natoli † (23 giugno 1890 - 23 agosto 1898 deceduto)
- Nicola Maria Audino † (28 novembre 1898 - 22 giugno 1903 nominato vescovo di Mazara del Vallo)
- Francesco Maria Raiti, O.Carm. † (22 giugno 1903 - 6 dicembre 1906 nominato vescovo di Trapani)
- Angelo Paino † (12 luglio 1909 - 10 gennaio 1921 nominato arcivescovo coadiutore di Messina[63])
  - Sede vacante (1921-1928)
- Bernardino Re, O.F.M.Cap. † (11 aprile 1928 - 15 gennaio 1963 deceduto)
- Salvatore Nicolosi † (21 marzo 1963 - 27 giugno 1970 nominato vescovo di Noto)
  - Sede vacante (1970-1977)
- Ignazio Cannavò † (10 dicembre 1977 - 30 settembre 1986 nominato arcivescovo di Messina-Lipari-Santa Lucia del Mela)

### Sede di Santa Lucia del Mela
- Gregorio Mostaccio †
- Bartolomeo Antiocheno † (? - 31 gennaio 1306 nominato arcivescovo di Palermo)
- Damiano de Palizio † (menzionato nel 1322)
- Pietro de Pernis, O.F.M. † (1340 - 25 febbraio 1346 nominato vescovo di Patti)
- Orlando Brunello † (1344 - 1355 deceduto)
- Francesco De Luca, O.E.S.A. † (1355 - 1360)
- Dionigi De Murcia, O.E.S.A. † (1360 - 20 marzo 1363 nominato arcivescovo di Messina)
- Filippo da Castrogiovanni, O.F.M. † (1363 - ?)
- Ubertino da Corleone, O.F.M. † (? - 28 novembre 1373 nominato vescovo di Patti)
- Filippo Crispo, O.E.S.A. † (? - 1º dicembre 1402 deceduto)[64]
- Filippo De Ferrario, O.Carm. † (12 gennaio 1403 - 4 luglio 1414 nominato vescovo di Agrigento)[65]
- Tommaso Crisafi, O.F.M. † (1416 - luglio 1426 deceduto)[64]
- Giovanni de Stefano, O.Cist. † (1426 - ?)
- Giacomo Porzio †
- Giacomo Gallarat †
- Alemanno de Sicar † (1450 - ?)
- Puccio de Palizio † (1452 - 1455)
- Giacomo Bonanno † (1456 - ?)
- Giacomo Gagliardo † (1457 - ? deceduto)
- Gabriele Enguerra † (agosto 1458 - maggio 1462 dimesso)
- Angelo Staiti † (menzionato nel 1464)
- Federico de Vitale † (prima del 1482 - 1483 deceduto)
- Leonardo De Albertis † (9 ottobre 1483 - ?)
- Gian Martino de Vitale † (1484 - 1485 dimesso)
- Dalmazio di Tolosa † (1485 - ?)
- Alfonso d'Aragona † (1492 - ?)
- Giacomo Conchilles, O. de M. † (1505 - 25 febbraio 1509 nominato vescovo di Catania)
- Juan Miguel de Mayo † (1509 - ? dimesso)
- Diego Herrera † (1510 - ?)
- Giovanni Rizzo † (circa 1516 - 20 agosto 1530 deceduto)
- Girolamo Zafarana, O.S.B. † (prima del 1535 - 1576 deceduto)
- Pedro Manríquez de Buytron † (1576 - dopo il 1580)
- Girolamo Riggio † (1585 - 1589 deceduto)
- Juan d'Espinar † (1590 - 1601 deceduto)
- Simone Rao Grimaldi † (15 agosto 1602 - 12 marzo 1616 deceduto)
- Beato Antonio Franco † (12 novembre 1616 - 2 settembre 1626 deceduto)
- Vincenzo Firmatura † (24 marzo 1628 - 3 marzo 1648 deceduto)
- Martino La Farina † (21 settembre 1648 - 17 settembre 1668 deceduto)
- Simone Impellizzeri † (29 luglio 1670 - agosto 1701 deceduto)
- Carlo Massa † (4 dicembre 1702 - 26 dicembre 1704 deceduto)
  - Sede vacante (1704-1709)
- Pedro Solerá Montoya † (1709 - 31 marzo 1711 deceduto)
- Francesco Barbara † (maggio 1712 - 15 gennaio 1732 deceduto)
- Antonio Ura † (15 ottobre 1732 - 28 ottobre 1735 deceduto)
- Marcello Moscella † (5 gennaio 1736 - 10 aprile 1760 deceduto)
  - Sede vacante (1760-1767)
- Scipione Ardoino Alcontres, C.R. † (19 dicembre 1767 - 17 giugno 1771 nominato arcivescovo di Messina)
- Emanuello Rao-Torres † (18 dicembre 1771 - aprile 1778 deceduto)
- Carlo Santacolomba † (1780 - 13 luglio 1801 deceduto)
- Alfonso Airoldi † (1803 - 19 marzo 1817 deceduto)[66]
- Gabriele Maria Gravina, O.S.B. † (gennaio 1818 - settembre 1818 dimesso)
- Giacomo Coccia † (15 settembre 1818 - 4 giugno 1829 deceduto)
  - Sede vacante (1829-1834)
- Ignazio Avolio † (1834 - 22 febbraio 1844 dimesso)
  - Sede vacante (1844-1852)
- Paolo Maria Mondìo † (15 marzo 1852[67] - 4 settembre 1857 deceduto)
- Carlo Vittore Papardo, C.R. † (27 settembre 1858 - 27 ottobre 1871 nominato vescovo di Patti)
  - Sede vacante (1871-1880)
- Gaetano Blandini † (12 agosto 1880 - 15 marzo 1883 nominato vescovo coadiutore di Girgenti)
  - Sede vacante (1883-1920)
  - Stefano Gerbino di Cannitello, O.S.B. † (3 giugno 1890 - 29 novembre 1895 nominato vescovo di Trapani) (prelato eletto)
  - Giuseppe Fiorenza † (15 dicembre 1895 - 22 giugno 1896 nominato arcivescovo di Siracusa) (prelato eletto)
  - Vincenzo Di Giovanni † (21 ottobre 1896 - 4 marzo 1901 dimesso) (prelato eletto)
  - Francesco Certo Garipoli † (16 aprile 1901 - 21 febbraio 1911 deceduto) (amministratore apostolico)
- Salvatore Ballo Guercio † (8 marzo 1920 - 18 settembre 1933 nominato vescovo di Mazara del Vallo)
- Antonio Mantiero † (1º giugno 1935 - 29 agosto 1936 nominato vescovo di Treviso)
- Luciano Geraci † (6 marzo 1937 - 20 luglio 1946 deceduto)
- Luigi Cammarata † (4 dicembre 1946 - 24 febbraio 1950 deceduto)
- Guido Tonetti † (25 luglio 1950 - 16 febbraio 1957 nominato arcivescovo, titolo personale, di Cuneo)
- Francesco Ricceri † (16 marzo 1957 - 15 maggio 1961 nominato vescovo di Trapani)
- Francesco Tortora, O.M. † (19 marzo 1962 - 21 ottobre 1972 nominato vescovo di Gerace-Locri)
  - Sede vacante (1972-1976)
- Ignazio Cannavò † (20 dicembre 1976 - 30 settembre 1986 nominato arcivescovo di Messina-Lipari-Santa Lucia del Mela)

### Sede di Messina-Lipari-Santa Lucia del Mela
- Ignazio Cannavò † (30 settembre 1986 - 17 maggio 1997 ritirato)
- Giovanni Marra † (17 maggio 1997 - 18 novembre 2006 ritirato)
- Calogero La Piana, S.D.B. (18 novembre 2006 - 24 settembre 2015 dimesso)[68]
- Giovanni Accolla, dal 20 ottobre 2016

## Santi

### Santi patroni
- Madonna della Lettera (patrona principale)
- San Bartolomeo apostolo e martire
- Santa Lucia vergine e martire
- San Placido monaco e martire

### Santi della diocesi
- Sant'Alberto, carmelitano
- Sant'Annibale Maria di Francia
- Santa Eustochia Smeralda Calafato, vergine e badessa del Monastero di Montevergine di Messina
- Santi Flavia, Eutichio e Vittorino
- San Leone II papa
- San Bacchilo, primo vescovo di Messina
- San Barchirio, secondo vescovo di Messina
- San Bartolomeo di Simeri, fondatore dell'Archimandritato del SS. Salvatore
- San Luca di Messina, primo archimandrita del SS. Salvatore
- Sant'Eleuterio Liberale e la madre Anzia
- Beato Contardo Ferrini, laico, ha insegnato all'Università di Messina
- Beata Candida da Milazzo, terziaria minima
- Beata Francesca Calafato Vergine, e consorelle di Sant'Eustochia
- Beato Antonio Franco, presbitero e abate della prelatura nullius di Santa Lucia del Mela

## Statistiche
L'arcidiocesi nel 2023 su una popolazione di 483.120 persone contava 481.140 battezzati, corrispondenti al 99,6% del totale.
| anno                                               | popolazione | popolazione | popolazione | presbiteri | presbiteri | presbiteri | presbiteri                | diaconi | religiosi | religiosi | parrocchie |
| anno                                               | battezzati  | totale      | %           | numero     | secolari   | regolari   | battezzati per presbitero | diaconi | uomini    | donne     | parrocchie |
| -------------------------------------------------- | ----------- | ----------- | ----------- | ---------- | ---------- | ---------- | ------------------------- | ------- | --------- | --------- | ---------- |
| arcidiocesi di Messina                             |             |             |             |            |            |            |                           |         |           |           |            |
| 1949                                               | 399.000     | 400.000     | 99,8        | 454        | 294        | 160        | 878                       |         | 270       | 1.700     | 250        |
| 1970                                               | 478.000     | 495.500     | 96,5        | 502        | 274        | 228        | 952                       |         | 292       | 1.120     | 214        |
| 1980                                               | 447.100     | 457.000     | 97,8        | 417        | 241        | 176        | 1.072                     |         | 230       | 944       | 239        |
| diocesi di Lipari                                  |             |             |             |            |            |            |                           |         |           |           |            |
| 1949                                               | 20.000      | 20.000      | 100,0       | 51         | 48         | 3          | 392                       |         | 5         | 16        | 26         |
| 1970                                               | 13.000      | 13.000      | 100,0       | 37         | 34         | 3          | 351                       |         | 3         | 24        | 26         |
| 1980                                               | 13.048      | 13.550      | 96,3        | 24         | 24         | -          | 543                       |         | -         | 17        | 26         |
| prelatura di Santa Lucia del Mela                  |             |             |             |            |            |            |                           |         |           |           |            |
| 1950                                               | 19.940      | 20.550      | 97,0        | 42         | 21         | 21         | 474                       |         | -         | 20        | 9          |
| 1970                                               | 17.613      | 17.716      | 99,4        | 20         | 14         | 6          | 880                       |         | 6         | 23        | 11         |
| 1980                                               | ?           | 17.100      | ?           | 22         | 16         | 6          | ?                         |         | 16        | 6         | 11         |
| arcidiocesi di Messina-Lipari-Santa Lucia del Mela |             |             |             |            |            |            |                           |         |           |           |            |
| 1990                                               | 514.000     | 526.000     | 97,7        | 483        | 267        | 216        | 1.064                     | 15      | 278       | 913       | 241        |
| 1999                                               | 503.000     | 518.360     | 97,0        | 435        | 248        | 187        | 1.156                     | 46      | 237       | 720       | 243        |
| 2000                                               | 503.000     | 518.360     | 97,0        | 435        | 250        | 185        | 1.156                     | 46      | 236       | 706       | 243        |
| 2001                                               | 503.000     | 518.360     | 97,0        | 415        | 235        | 180        | 1.212                     | 53      | 240       | 690       | 244        |
| 2002                                               | 503.000     | 518.360     | 97,0        | 420        | 238        | 182        | 1.197                     | 53      | 210       | 675       | 244        |
| 2003                                               | 486.329     | 487.429     | 99,8        | 343        | 241        | 102        | 1.417                     | 62      | 165       | 502       | 244        |
| 2004                                               | 486.329     | 487.429     | 99,8        | 346        | 241        | 105        | 1.405                     | 62      | 232       | 489       | 244        |
| 2013                                               | 515.900     | 517.300     | 99,7        | 372        | 232        | 140        | 1.386                     | 80      | 216       | 462       | 245        |
| 2016                                               | 498.000     | 523.000     | 95,2        | 352        | 225        | 127        | 1.414                     | 82      | 177       | 390       | 246        |
| 2019                                               | 494.000     | 496.018     | 99,6        | 356        | 230        | 126        | 1.387                     | 81      | 195       | 302       | 246        |
| 2021                                               | 488.000     | 490.000     | 99,6        | 337        | 217        | 120        | 1.448                     | 82      | 183       | 295       | 247        |
| 2023                                               | 481.140     | 483.120     | 99,6        | 331        | 216        | 115        | 1.453                     | 82      | 186       | 256       | 247        |

### Messina
- (LA) Rocco Pirri, Sicilia sacra, vol. I, Palermo, 1733,  pp. 313–450.
- Francesco Lanzoni, Le diocesi d'Italia dalle origini al principio del secolo VII (an. 604), vol. II, Faenza, 1927,  pp. 614–616.
- Giuseppe Cappelletti, Le Chiese d'Italia dalla loro origine sino ai nostri giorni, vol. XXI, Venezia, 1870,  pp. 559–569.
- Vincenzio d'Avino, Cenni storici sulle chiese arcivescovili, vescovili e prelatizie (nullius) del Regno delle Due Sicilie, Napoli, 1848,  pp. 332–339.
- (DE) Norbert Kamp, Kirche und Monarchie im staufischen Königreich Sizilien, vol. 3, Prosopographische Grundlegung: Bistümer und Bischöfe des Königreichs 1194 - 1266; Sizilien, München, 1975,  pp. 1010–1042.
- (LA) Paul Fridolin Kehr, Italia Pontificia, X, Berolini, 1975,  pp. 328 e seguenti (archiviato dall'url originale il 6 marzo 2016).
- Giovan Giuseppe Mellusi, Dalla lettera della Madonna alla Madonna della lettera. Nascita e fortune di una celebre credenza messinese (PDF), in Archivio storico messinese, vol. 93, 2012,  pp. 237–261.
- (LA) Pius Bonifacius Gams, Series episcoporum Ecclesiae Catholicae, Graz, 1957,  pp. 949–950.
- (LA)  Konrad Eubel, Hierarchia Catholica Medii Aevi, vol. 1, p. 337; vol. 2, pp. XXX e 190; vol. 3, p. 242; vol. 4, p. 239; vol. 5, pp. 265–266; vol. 6, pp. 286–287.
- (LA) Decreto Instantibus votis (PDF), AAS 79 (1987), pp. 741–743

### Lipari
- (LA) Rocco Pirri, [url=http://books.google.it/books?id=HBy-2MTerY0C&pg=PA948 Sicilia sacra], vol. II, Palermo, 1733,  pp. 948–968.
- Francesco Lanzoni, Le diocesi d'Italia dalle origini al principio del secolo VII (an. 604), vol. II, Faenza, 1927,  pp. 654–655.
- Giuseppe Cappelletti, Le Chiese d'Italia dalla loro origine sino ai nostri giorni, vol. XXI, Venezia, 1870,  pp. 572–579.
- Vincenzio d'Avino, Cenni storici sulle chiese arcivescovili, vescovili e prelatizie (nullius) del Regno delle Due Sicilie, Napoli, 1848,  pp. 298–300.
- Carlo Rodriquez, Breve cenno storico sulla Chiesa Liparese, in Giornale di scienze, letteratura ed arti per la Sicilia, vol. 75, Palermo, 1841,  pp. 273–297.; vol. 76, pp. 33–66
- (DE) Norbert Kamp, Kirche und Monarchie im staufischen Königreich Sizilien, vol. 3, Prosopographische Grundlegung: Bistümer und Bischöfe des Königreichs 1194 - 1266; Sizilien, München, 1975,  pp. 1078–1108.
- (LA) Paul Fridolin Kehr, Italia Pontificia, X, Berolini, 1975,  pp. 355–359 (archiviato dall'url originale il 6 marzo 2016).
- (LA) Pius Bonifacius Gams, Series episcoporum Ecclesiae Catholicae, Graz, 1957,  pp. 946–947.
- (LA)  Konrad Eubel, Hierarchia Catholica Medii Aevi, vol. 1, pp. 308 e 384; vol. 2, p. 178; vol. 3, p. 226; vol. 4, p. 222; vol. 5, p. 245; vol. 6, p. 263.

### Santa Lucia del Mela
- (LA) Rocco Pirri, Sicilia sacra, vol. II, Palermo, 1733,  pp. 1347–1352.
- Vincenzio d'Avino, Cenni storici sulle chiese arcivescovili, vescovili e prelatizie (nullius) del Regno delle Due Sicilie, Napoli, 1848,  pp. 612–613.
- Franco Biviano, Santa Lucia di Milazzo da casale normanno a terra aragonese (secoli XI-XIV), in Filippo Imbesi, Giuseppe Pantano e Luigi Santagati (a cura di), Ricerche storiche e archeologiche nel Val Demone. Atti del convegno di studi 2014, Società Nissena di Storia Patria, 2014,  pp. 142–165.
- Giovan Giuseppe Mellusi, Alle origini della prelatura di Santa Lucia del Mela, in Ricerche storiche e archeologiche nel Val Demone. Atti del convegno di studi 2014, a cura di Filippo Imbesi, Giuseppe Pantano e Luigi Santagati, Società Nissena di Storia Patria, 2014, pp. 166–178
- Franco Biviano, Santa Lucia del Mela e la sua Prelatura dall’XI al XVI secolo. Ricostruzione della storia sulla base di una obiettiva interpretazione dei documenti coevi, in Filippo Imbesi e Luigi Santagati (a cura di), Sicilia millenaria. Dalla microstoria alla dimensione mediterranea. II convegno internazionale, N. 21 supplemento, Società Nissena di Storia Patria, 2018,  pp. 49–70.
- Cronotassi dei prelati, su santaluciadelmela.eu (archiviato dall'url originale il 2 settembre 2010).